# 沢庵 (AV監督)
沢庵（たくあん）は、日本のAV監督。

## 来歴
- 1975年、千葉県生まれ[1]。
- 2001年、ワープエンタテインメントに入社[1]。
- 2006年、ワープエンタテインメントを退社、フリーのAV監督となる[1]。
- 2015年、監督代表作品『脅迫スイートルーム』シリーズの100作目をリリースした[2]。
- 同年、監督作品『小向美奈子 in... [脅迫スイートルーム] Gossip Celebrity Minako (30)』が、AV OPEN 2015 のSM・ハード部門のグランプリ、配信売上部門の2位に輝いた[1]。
- 2016年、監督作品『秘書＆女医 in...W(脅迫スイートルーム)　神納花 本庄優花』を AV OPEN 2016 のハード部門にエントリー。

## 人物
- 中学高校時代、エロ雑誌を豊富に置いてある本屋を巡り、主にSM雑誌を立ち読みしていた[1]。
- ワープ時代、汁男優の管理を任されていた[1]。
- シネマジックやアートビデオのSM系AV、V&Rプランニングの凌辱ものAV、さくら企画のAVが好き[3]。
- 涙フェチである[3]。得意分野はロマンチックな凌辱[4]。
- 40歳からハメ撮りを始めた[2]。

## 監督作品
- 『脅迫スイートルーム』シリーズ（ドリームチケット、2006年～）
  - 女医 in...[脅迫スイートルーム] - 橘未稀、愛咲れいら、天乃みお、東野愛鈴、今野梨乃、北島玲、妃乃ひかり、春風えみ、芹沢恋、瀬奈涼、横山みれい、桐岡さつき、水沢真樹、西尾かおり、山本美和子、高橋美緒、知花メイサ、結城みさ、本庄優花、小口田桂子、神ユキ、北川エリカ
  - モデル in...[脅迫スイートルーム] - 大石もえ、MIMI、三浦亜沙妃、澄川ロア、一戸のぞみ、綾瀬メグ、小澤マリア、丘咲エミリ
  - 女教師 in...[脅迫スイートルーム] - 山口茜、美波さら、新井エリー、京野明日香、神楽メイ、長谷川あゆみ、澤村レイコ、雪見紗弥、相原れな、葉月しおり、ましろ杏、まりか、水澤まお、黒木いちか、椎名ゆな、青木美空、ASUKA、新山かえで、浅之美波、星川麻紀、高梨あゆみ、川菜美鈴、希咲エマ、愛加あみ、澁谷果歩
  - スチュワーデス in...[脅迫スイートルーム] - 深津映見、加藤ツバキ、松野ゆい、村上里沙、佐藤江梨花、大塚咲、草凪純、紗奈、茉莉花、亜希菜、水元ゆうな、麻生香月、青木玲、宮瀬リコ、志保、眞木あずさ、佐々木恋海、朝桐光、司ミコト、大場ゆい、花咲いあん
  - 秘書 in [脅迫スイートルーム] - 田中梨子、唐沢美樹、風間ゆみ、黒木麻衣、広瀬奈々美、村上涼子、一之瀬あきら、北条麻妃、妃悠愛、黒崎セシル、春咲あずみ、愛咲れいら、友田彩也香、竹内紗里奈、江波りゅう、芦名ユリア、仲丘たまき、神波多一花、本田莉子、高岡すみれ、星野あかり、かすみ果穂、篠田あゆみ
  - エレベーターガール in...[脅迫スイートルーム] - 水城奈緒、小野紗里奈、長澤あずさ、碧しの、みおり舞、百合川さら
  - 受付嬢 in [脅迫スイートルーム] - 水野美香、今村美穂、笠木忍、春原未来、舞咲みくに、長谷川ミク、板垣あずさ、藤崎エリナ、玉城マイ、夏希みなみ、西条沙羅、桜木優希音

- 『秘密捜査官の女』シリーズ（エスワン、2014年～）- 宇都宮しをん、緒川りお、葵、有賀ゆあ
- 『メスころがし』シリーズ（h.m.p、2015年～）- 篠田あゆみ、千乃あずみ、橘優花、香山美桜、七草ちとせ、水原さな、篠田ゆう、加納綾子、坂口れな、江上しほ、夏希みなみ、さとう愛理、川村まや、南梨央奈
- 『別顔キャビンアテンダント』シリーズ（マキシング、2015年～）- 麻生希、由愛可奈、小西悠、秋月小町、横山美雪、水沢のの
- 『JKお散歩』シリーズ（エスワン、2015年～）[1] - 小島みなみ、長谷川モニカ、小野寺梨紗、天使もえ、橋本ありな
- 『妻からの寝取られ実況ビデオレター　かすみ果穂』（MOODYZ、2015年9月13日）[3]

他多数

## 出演

### ウェブテレビ
- エロフェッショナル　AV業界の猛者たち（2018年7月16日、ニコニコ生放送、YouTubeLive）

### ネット記事
- 陵辱のシーンでは自然な色気が滲み出ていた――小向美奈子引退作の監督が語る撮影秘話 - 日刊SPA!
- 小向美奈子が服役直前にAVに出演していた！引退作の監督が語る撮影秘話 - 日刊SPA!
- 【沢庵、麒麟、タイガー小堺、梁井一】今をときめく人気AV監督4人が、今年のAV業界を語り尽くす!! - DMM.R18ニュース